# Maesiella maesae
Maesiella maesae é uma espécie de gastrópode do gênero Maesiella, pertencente a família Pseudomelatomidae.